# Мансини, Вагнер
Вагнер ду Кармо Мансини, либо просто Ва́гнер Манси́ни (порт.-браз. Vágner do Carmo Mancini; род. 24 октября 1966, Рибейран-Прету, Сан-Паулу) — бразильский футболист, выступавший на позиции полузащитника; тренер.

## Биография
Как игрок известен по выступлениям за «Португезу», «Гремио», «Фигейренсе» и другие бразильские команды. Тренерскую карьеру начинал в 1999 году в «Гремио Санкарленсе», продолжая выходить на поле.
С 2004 года полностью на тренерской работе. Руководил многими командами Бразилии и зарубежья, включая «Паулисту», «Аль-Наср», «Виторию» и «Гремио». В 2005 году вместе с «Паулистой» выиграл Кубок страны.
9 декабря 2016 года Мансини был представлен в качестве нового главного тренера «Шапекоэнсе». 4 июля 2017 года был отправлен в отставку.
25 июля 2017 года в 4-й раз в своей карьере возглавил «Виторию».
2 января 2019 года назначен спортивным директором (coordenador técnico) «Сан-Паулу». 27 сентября 2019 года покинул эту должность по собственному желанию после увольнения главного тренера Куки и назначения на его место Фернандо Диниса.
14 февраля 2019 года назначен исполняющим обязанности главного тренера «Сан-Паулу» до завершения чемпионата штата Сан-Паулу 2019 и вступления в должность нового главного тренера Куки.
14 октября 2019 года назначен главным тренером «Атлетико Минейро». Контракт подписан на 3 месяца.
24 июня 2020 года назначен главным тренером «Атлетико Гоияниенсе». 11 октября 2020 года покинул «Атлетико Гоияниенсе» по окончании домашнего матча 15-го тура Серии A 2020 против «Ред Булл Брагантино» (2:1), чтобы возглавить «Коринтианс».
12 октября 2020 года назначен главным тренером «Коринтианса». Контракт подписан до конца 2021 года. 16 мая 2021 года уволен по окончании матча полуфинала Серии A1 чемпионата штата Сан-Паулу 2021 «Коринтианс» — «Палмейрас» (0:2).
19 июня 2021 года назначен главным тренером «Америки Минейро». Контракт подписан до конца сезона 2021. 14 октября того же года, через день после матча 26-го тура чемпионата Бразилии 2021 «Интернасьонал» — «Америка Минейро» (3:1), покинул свой пост в связи с решением возглавить другую команду.
15 октября 2021 года Вагнер Мансини во второй раз возглавил «Гремио», который боролся за сохранение места в Серии A. Контракт подписан до декабря 2022 года. 14 февраля 2022 года, через день после домашнего матча 6-го тура чемпионата штата Риу-Гранди-ду-Сул 2022 против «Жувентуде» (1:1), был уволен (несмотря на лидерство «Гремио» в турнирной таблице).
12 апреля 2022 года вернулся тренировать «Америку Минейро».

## Достижения
Игровые
- Чемпион штата Риу-Гранди-ду-Сул (1): 1995
- Чемпион штата Санта-Катарина (1): 2003
- Обладатель Кубка Либертадорес (1): 1995

Тренерские
- Обладатель Кубка Бразилии (1): 2005
- Чемпион штата Санта-Катарина (1): 2017
- Чемпион штата Баия (2): 2008, 2016
- Чемпион штата Сеара (1): 2011